# 密埃河

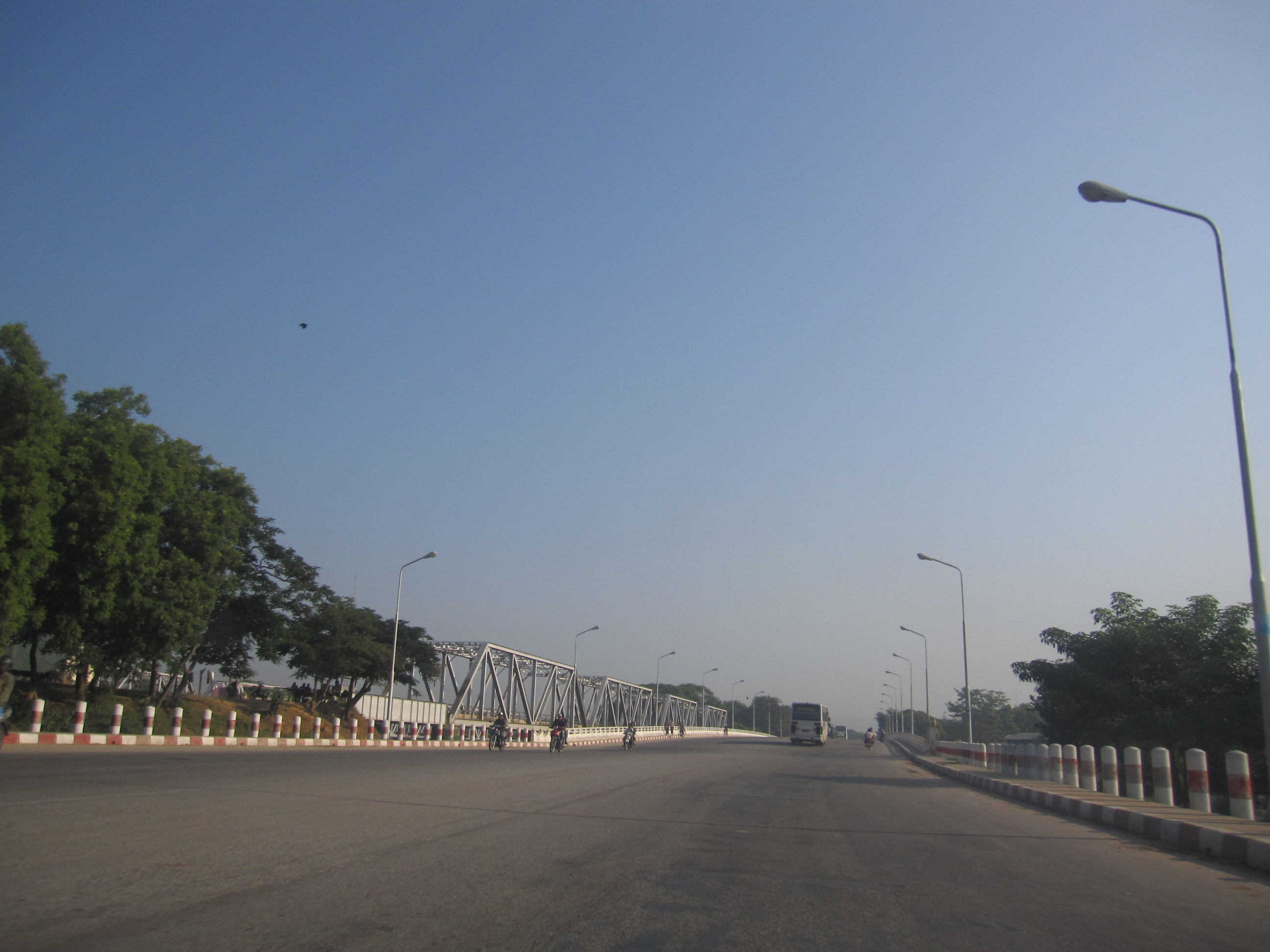
通往曼德勒的密埃河大桥

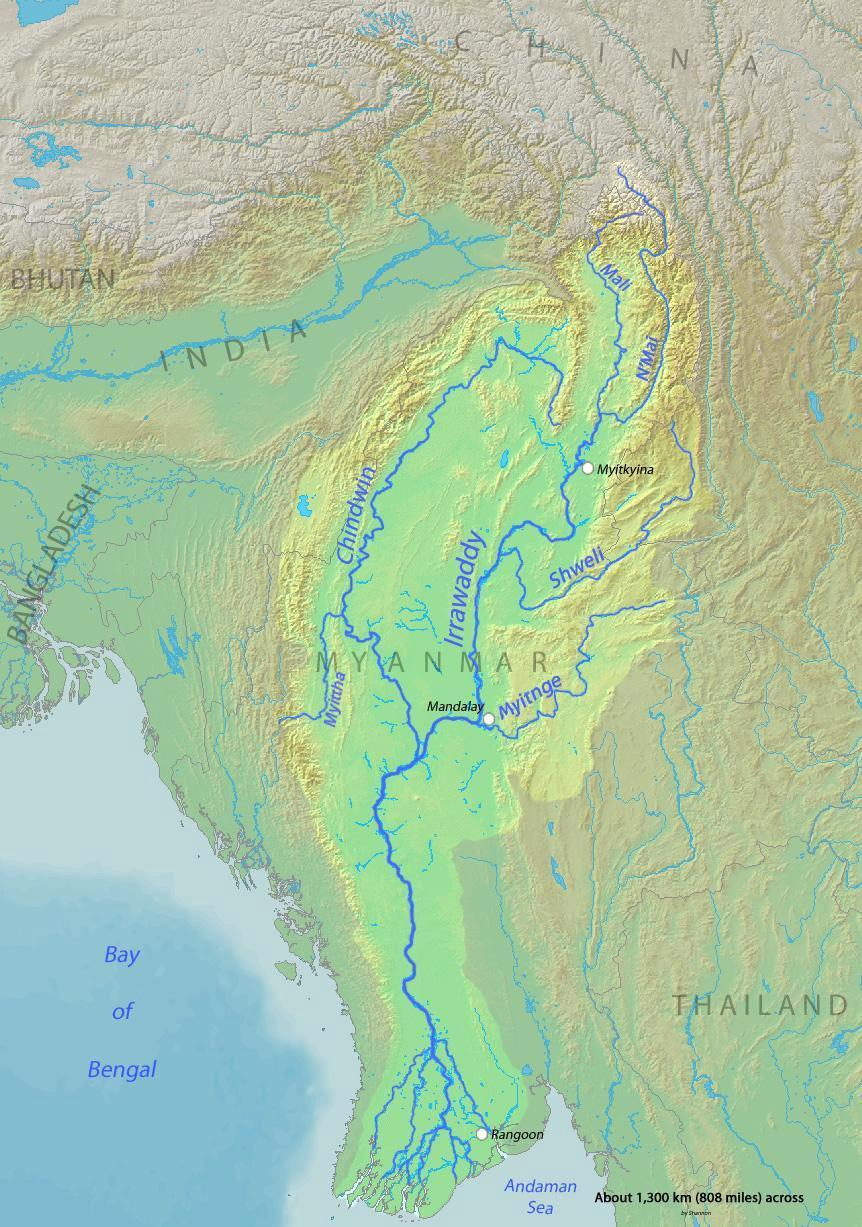
伊洛瓦底江及其主要支流

密埃河，一译泌蔼河，曾被误译作米坦格河或米界河，又称多塔瓦底江或南渡河，中国史籍称其为錫箔江，是缅甸伊洛瓦底江左岸第三条支流。缅语“密诶”或巴利语“多塔瓦底”都是“小江”的意思，而伊洛瓦底江的意思就是大江。

## 发源、走向及出口
密埃河发源于中国云南省与缅甸掸邦北部边界附近的伊洛瓦底江与怒江的分水岭，上游称南渡河，先向西南流，经兴威、南渡（老银厂）后改向南流，经昔卜，再向西南流，在曼德勒郊区的阿马拉布拉南部汇入伊洛瓦底江。
 

## 支流
1. 昭济河在良宾达(Nyaungbintha)汇入密埃河 [5]
2. 班朗河（Panlaung River）在阿瓦附近汇入密埃河。

## 沿途主要城市
1. 南渡
2. 兴威
3. 昔卜

## 桥梁
密埃河大桥1999年建成通车，长700英尺，宽27英尺。

## 大坝
距曼德勒50公里的皎施镇耶瓦村附近密埃河上的耶涯大坝及耶涯水电站，总装机容量790兆瓦（79万千瓦），由中国帮助建成，2011年并网发电并全部由中国水电移交缅甸，它是缅甸目前装机容量最大的水电站。